# Number Ones (DVD)
Pour les articles homonymes, voir Number Ones (homonymie).
 (octobre 2019).
Si vous disposez d'ouvrages ou d'articles de référence ou si vous connaissez des sites web de qualité traitant du thème abordé ici, merci de compléter l'article en donnant les références utiles à sa vérifiabilité et en les liant à la section « Notes et références ».
Number Ones est un DVD de Michael Jackson publié par Epic Records et sorti en 2003. Il regroupe les vidéoclips de singles qui ont été classés n°1 des ventes dans le monde. Une compilation CD éponyme, sortie la même année, dispose d'une liste de titres légèrement différente.  

## Contenu
1. Don't Stop 'Til You Get Enough — 4:14
2. Rock with You — 3:22
3. Billie Jean — 4:56
4. Beat It — 4:59
5. Thriller — 13:42
6. Bad — 4:20
7. The Way You Make Me Feel — 6:38
8. Man in the Mirror — 5:04
9. Smooth Criminal — 4:11 (version floutée)
10. Dirty Diana — 5:06
11. Black or White — 6:23
12. You Are Not Alone — 5:36
13. Earth Song — 7:29
14. Blood on the Dance Floor — 4:15
15. You Rock My World — 10:28

- Durée totale : 1H30